# Monterrey Challenger 2023 - Doppio
Il doppio del Monterrey Challenger 2023 è stato un torneo maschile di tennis giocato sul cemento. È stata la 13ª edizione del torneo e faceva parte della categoria Challenger 125 nell'ambito dell'ATP Challenger Tour 2023. Si è giocato al Club Sonoma di Monterrey, in Messico, dal 20 al 26 febbraio 2023.
Hans Hach Verdugo e Austin Krajicek erano i detentori del titolo. Krajicek non ha partecipato al torneo, mentre Hach Verdugo ha giocato in coppia con Miguel Ángel Reyes Varela e sono stati eliminati in semifinale da André Göransson e Ben McLachlan.
In finale André Göransson e Ben McLachlan hanno sconfitto Luis David Martínez e Cristian Rodríguez con il punteggio di 6–3, 6–4.

## Teste di serie
1. André Göransson /  Ben McLachlan (campioni)
2. Guido Andreozzi /  Guillermo Durán (secondo turno)

1. Hans Hach Verdugo /  Miguel Ángel Reyes Varela (semifinale)
2. Ivan Sabanov /  Matej Sabanov (secondo turno)

## Wildcard
1. Ernesto Escobedo /  Rodrigo Pacheco Méndez (primo turno)

1. Emiliano Aguilera /  James Van Deinse (primo turno)

## Ranking protetto
1. Bradley Klahn /  Aleksandar Kovacevic (primo turno)

## Tabellone

### Legenda
| - Q = Qualificato - WC = Wild card - LL = Lucky loser | - ALT = Alternate - SE = Special Exempt - PR = Protected Ranking | - w/o = Walkover - r = Ritirato - d = Squalificato |

|  | Primo turno | Primo turno                    | Primo turno                    | Primo turno | Primo turno |  |  | Quarti di finale | Quarti di finale               | Quarti di finale        | Quarti di finale               | Quarti di finale               |    |    | Semifinali | Semifinali                    | Semifinali                    | Semifinali                             | Semifinali                             |   |   | Finale | Finale | Finale | Finale | Finale |  |
|  |             |                                |                                |             |             |  |  |                  |                                |                         |                                |                                |    |    |            |                               |                               |                                        |                                        |   |   |        |        |        |        |        |  |
|  | 1           | A Göransson B McLachlan        | A Göransson B McLachlan        | 6           | 6           |  |  |                  |                                |                         |                                |                                |    |    |            |                               |                               |                                        |                                        |   |   |        |        |        |        |        |  |
|  | WC          | E Escobedo R Pacheco Méndez    | E Escobedo R Pacheco Méndez    | 4           | 4           |  |  | 1                | A Göransson B McLachlan        | A Göransson B McLachlan | 6                              | 6                              |    |    |            |                               |                               |                                        |                                        |   |   |        |        |        |        |        |  |
|  |             | M Marterer B Paire             | 6                              | 3           | [10]        |  |  |                  | M Marterer B Paire             | M Marterer B Paire      | 3                              | 3                              |    |    |            |                               |                               |                                        |                                        |   |   |        |        |        |        |        |  |
|  |             | R Gonzales R Stalder           | 4                              | 6           | [4]         |  |  |                  |                                |                         |                                |                                |    |    | 1          | A Göransson B McLachlan       | A Göransson B McLachlan       | 7                                      | 7                                      |   |   |        |        |        |        |        |  |
|  | 3           | H Hach Verdugo MÁ Reyes Varela | H Hach Verdugo MÁ Reyes Varela | 6           | 6           |  |  |                  |                                | 3                       | H Hach Verdugo MÁ Reyes Varela | H Hach Verdugo MÁ Reyes Varela | 65 | 65 |            |                               |                               |                                        |                                        |   |   |        |        |        |        |        |  |
|  |             | JP Ficovich N Mejía            | JP Ficovich N Mejía            | 4           | 4           |  |  | 3                | H Hach Verdugo MÁ Reyes Varela | 6(1)                    | 7                              | [10]                           |    |    |            |                               |                               |                                        |                                        |   |   |        |        |        |        |        |  |
|  | WC          | E Aguilera J Van Deinse        | E Aguilera J Van Deinse        | 5           | 0           |  |  |                  | R Statham D Yevseyev           | 7                       | 5                              | [5]                            |    |    |            |                               |                               |                                        |                                        |   |   |        |        |        |        |        |  |
|  |             | R Statham D Yevseyev           | R Statham D Yevseyev           | 7           | 6           |  |  |                  |                                |                         |                                |                                |    |    | 1          | André Göransson Ben McLachlan | André Göransson Ben McLachlan | 6                                      | 6                                      |   |   |        |        |        |        |        |  |
|  |             | B Gojo S Mansouri              | 6                              | 5           | [7]         |  |  |                  |                                |                         |                                |                                |    |    |            |                               |                               | Luis David Martínez Cristian Rodríguez | Luis David Martínez Cristian Rodríguez | 3 | 4 |        |        |        |        |        |  |
|  |             | E King M Krueger               | 3                              | 7           | [10]        |  |  |                  | E King M Krueger               | E King M Krueger        | 6                              | 7                              |    |    |            |                               |                               |                                        |                                        |   |   |        |        |        |        |        |  |
|  | PR          | B Klahn A Kovacevic            | 5                              | 6           | [11]        |  |  | 4                | I Sabanov M Sabanov            | I Sabanov M Sabanov     | 3                              | 65                             |    |    |            |                               |                               |                                        |                                        |   |   |        |        |        |        |        |  |
|  | 4           | I Sabanov M Sabanov            | 7                              | 4           | [13]        |  |  |                  |                                |                         |                                |                                |    |    |            | E King M Krueger              | E King M Krueger              | 65                                     | 3                                      |   |   |        |        |        |        |        |  |
|  |             | B Arias F Zeballos             | B Arias F Zeballos             | 2           | 4           |  |  |                  |                                |                         | LD Martínez C Rodríguez        | LD Martínez C Rodríguez        | 7  | 6  |            |                               |                               |                                        |                                        |   |   |        |        |        |        |        |  |
|  |             | LD Martínez C Rodríguez        | LD Martínez C Rodríguez        | 6           | 6           |  |  |                  | LD Martínez C Rodríguez        | LD Martínez C Rodríguez | 7                              | 6                              |    |    |            |                               |                               |                                        |                                        |   |   |        |        |        |        |        |  |
|  |             | A Lawson A Sitak               | A Lawson A Sitak               | 3           | 3           |  |  | 2                | G Andreozzi G Durán            | G Andreozzi G Durán     | 5                              | 3                              |    |    |            |                               |                               |                                        |                                        |   |   |        |        |        |        |        |  |
|  | 2           | G Andreozzi G Durán            | G Andreozzi G Durán            | 6           | 6           |  |  |                  |                                |                         |                                |                                |    |    |            |                               |                               |                                        |                                        |   |   |        |        |        |        |        |  |